# STS-124
La mission STS-124 a pour but principal d'amener la plus grosse partie du Japanese Experiment Module, c'est-à-dire la partie pressurisée (PM). Le décollage de la navette spatiale Discovery a eu lieu le 31 mai 2008. Deux jours plus tard la Navette s'amarrait à la station spatiale internationale.

## Équipage
- Commandant : Mark E. Kelly (3)  États-Unis
- Pilote : Kenneth Ham (1)  États-Unis
- Spécialiste de mission 1 : Karen L. Nyberg  (1)  États-Unis
- Spécialiste de mission 2 : Ronald J. Garan, Jr. (1)  États-Unis
- Spécialiste de mission 3 : Michael E. Fossum (2)  États-Unis
- Spécialiste de mission 4 : Akihiko Hoshide (1)  Japon

Uniquement à l’aller :
- Ingénieur de vol Gregory Chamitoff (1)  États-Unis

Uniquement au retour :
- Ingénieur de vol Garrett Reisman (1) ESA  États-Unis

Le chiffre entre parenthèses indique le nombre de vols spatiaux effectués par l'astronaute, STS-124 inclus.

## Paramètres de la mission
- Masse :
  - Navette au décollage : 122 072 kg
  - Navette à l'atterrissage : 92 220 kg
- Périgée : 307 km
- Apogée : 328 km
- Inclinaison : 51,9°
- Période : 91 min

## Objectifs
STS-124 avait pour mission de livrer le module pressurisé et le bras télémanipulateur du module expérimental japonais Kibo à la Station spatiale internationale. La mission compta trois sorties dans l'espace afin d'installer les nouveaux composants à la station.